# DOK-ING
DOK-ING d.o.o — хорватская компания по разработке и производству роботизированного оборудования, машин и систем для пожаротушения, разминирования и добычи полезных ископаемых.
Основанная в 1991 году в Загребе компания насчитывает в своём штате около 220 сотрудников, работающих как на заводах компании в Хорватии (в Загребе и Слуни), так и за её пределами (в США и ЮАР).

## Продукция

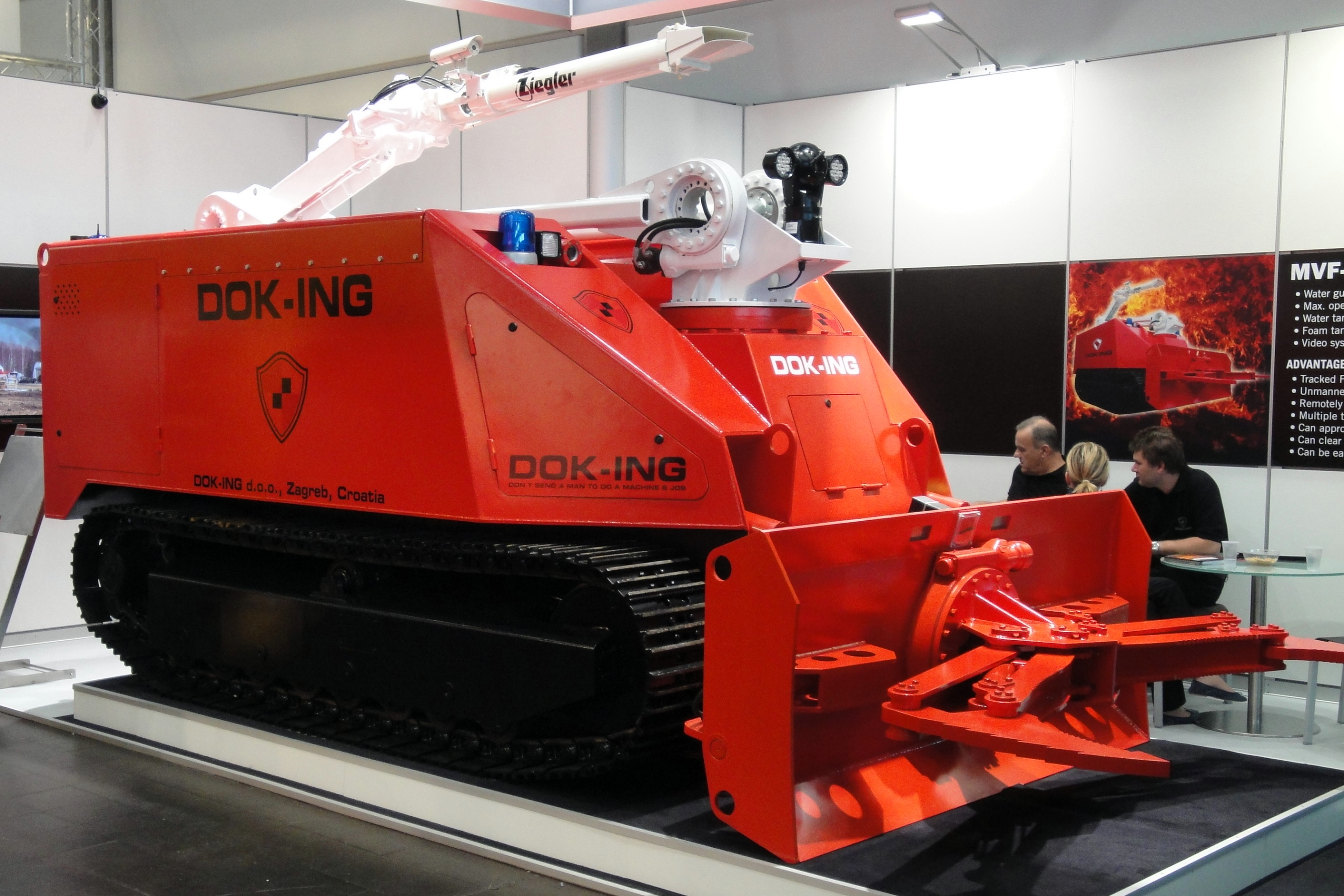
DOK-ING MVF-5

### Транспортные средства для разминирования
- MV-1
- MV-2
- MV-3
- MV-4
- MV-10
- MV-20

### Пожарные машины
- JELKA-4
- JELKA-10
- MVF-5

### Транспорт для горных работ
- MVD XLP

## Концепты
- FP7[2]
- XD (электрический автомобиль).